# Borough municipal
Borough Municipal (em inglês, Municipal Borough) foi um tipo de distrito governamental local que existiu na Inglaterra e País de Gales entre 1835 e 1974, na Irlanda do Norte de 1840 a 1973 e na República da Irlanda de 1840 a 2002. Estruturas amplamente semelhantes existiram na Escócia de 1833 a 1975, com o reforma dos burghs reais (royal burghs) e criação dos burghs policiais (police burghs).

## Inglaterra e País de Gales

### Municipal Corporations Act 1835
Boroughs existiam na Inglaterra e País de Gales desde os tempos medievais. No final da Idade Média, eles estavam sob o controle real, com corporações estabelecidas por carta real. Essas corporações não eram eleitas pelo povo: caracteristicamente, eram oligarquias autosselecionadas, nomeadas por associações de comerciantes ou estavam sob o controle do senhor feudal. Uma Comissão Real foi nomeada em 1833 para investigar as várias corporações distritais na Inglaterra e em Gales. Em todas as 263 cidades foram descobertas algumas formas delas, criadas por carta ou sob prescrição. A maioria tinha conselhos comuns auto-eleitos, cujos membros tinham mandato vitalício. Onde havia uma eleição, os membros em exercício muitas vezes nomeavam efetivamente o eleitorado. Seguindo o relatório da comissão real, uma legislação foi introduzida para reformar as corporações distritais.
O Municipal Corporations Act 1835 previa um tipo reformado de governo municipal, designado municipal borough. A lei introduziu um sistema uniforme de governo local nos boroughs municipais, com um Conselho municipal eleito, composto por um prefeito, vereadores e conselheiros. A legislação exigia que todas as corporações municipais fossem eleitas de acordo com uma concessão padrão, com base na propriedade. A lei reformou 178 boroughs. Ao mesmo tempo, foi estabelecido um procedimento pelo qual os moradores de uma cidade poderiam fazer uma petição à Coroa, por meio do conselho privado, para conceder uma carta de incorporação, constituindo a área como um borough municipal. As tentativas de incorporar grandes cidades industriais como Birmingham, Bolton, Manchester e Sheffield pelo Partido Whig e "incorporacionistas" radicais foram duramente contestadas pelos "anti-incorporacionistas" conservadores. As objeções dos Torys à legalidade das cartas os levaram a boicotar as eleições para os novos boroughs até a promulgação do Borough Charters Confirmation Act 1842.
Uma série de outros atos do parlamento alterou a legislação de 1835. Todos estes foram revogados e substituídos pela Municipal Corporations Act 1882. A lei de 1882 e a consolidação do Local Government Act 1933 forneceram a base legal para os boroughs municipais até sua extinção. Uma mudança importante na legislação de 1933 removeu o direito de petição de incorporação dos moradores residentes. No futuro, as petições só poderiam ser feitas pelos conselhos dos distritos urbanos ou rurais existentes.
Os boroughs não reformados pela lei não foram imediatamente abolidos. Posteriormente, vários deles buscaram novas licenças como boroughs municipais; aqueles que não o fizeram foram finalmente abolidos em 1887 pelo Municipal Corporations Act 1886. Somente a City of London Corporation sobreviveu como uma autoridade local em um estado não reformado; a cidade realizou uma grande reforma em sua estrutura democrática em 2005.
Em 1873, a Association of Municipal Corporations foi formada para representar coletivamente os interesses dos boroughs. A AMC viria a ser, mais tarde, uma forte defensora da expansão dos boroughs municipais e do governo local unitário. Foi em sua conferência anual de 1965 que Richard Crossman pediu uma reforma de todo o sistema de governos locais. Esse discurso acabou levando ao Relatório Redcliffe-Maud. Em termos gerais o relatório recomendava a abolição de todos os conselhos existentes nos condados, county boroughs, boroughs, distritos urbanos e distritos rurais, que haviam sido criado no final do século XIX, e substituí-los por novas autoridades unitárias, baseadas principalmente nas grandes cidades, que funcionavam como centros regionais de emprego, comércio, social e recreativo, e levavam em consideração a infraestrutura de transporte local e os padrões de viagem. Embora as propostas fossem amplamente aceitas pelo governo Trabalhista, elas foram postas de lado pelo governo Conservador eleito em 1970.

### Corporação e Conselho
Cada borough municipal possuía uma corporação uniformemente designada como Prefeito, Vereadores e Burgueses da cidade. A única exceção era onde o borough gozava do status de cidade; neste caso, "burgueses" tornaram-se "cidadãos". Em um punhado de cidades, o magistrado-chefe recebeu a distinção adicional de Senhor Prefeito (em inglês, Lord Mayor).
A corporação era uma pessoa jurídica com sucessão perpétua e incluía todos os eleitores registrados ou "burgueses" do borough. No entanto, a administração real era realizada por um Conselho municipal, que era, na verdade, um comitê representativo da comunidade em geral. Todos os que podiam votar eram inscritos no "rol de burgueses", que era compilado anualmente pelo escrivão da cidade.

#### Conselhos Municipais
O Conselho municipal de cada borough municipal consistia de um prefeito, vereadores e conselheiros. Os vereadores eram eleitos diretamente pelos burgueses para um mandato de três anos, com um terço de seus membros se aposentando a cada ano. Boroughs com uma população de mais de 6000 habitantes foram divididos em wards, com eleições separadas realizadas em cada borough anualmente. Um quarto do Conselho eram vereadores, eleitos para um mandato de seis anos. Metade destes era eleita a cada três anos na reunião anual do Conselho. Inicialmente, estava previsto que o Conselho escolheria pessoas de fora do órgão municipal. Na prática, porém, as bancadas de vereadores eram quase exclusivamente preenchidas pela promoção de conselheiros de longa data. O prefeito do borough era eleito para um mandato de um ano, embora pudesse ser reeleito indefinidamente. De acordo com a legislação original, ele deveria ser vereador ou conselheiro. No entanto, o Municipal Corporations Act 1882 autorizou a eleição de qualquer habitante devidamente qualificado. Mesmo assim, a prefeitura continuou a ser quase universalmente conferida a um vereador ou conselheiro sênior.
As eleições municipais realizavam-se, originalmente, a 1 de novembro, com a eleição para prefeito e o preenchimento das vagas de vereador a 9 de novembro. As eleições foram canceladas durante as duas Guerras Mundiais, e as eleições de novembro de 1948 foram adiadas para maio de 1949. A partir dessa data, as eleições municipais passaram a ser realizadas na segunda quinta-feira de maio. Em vista da reorganização dos governos locais, as eleições de 1972 foram remarcadas para 4 de maio, sem eleições em 1973, e todos os vereadores e conselheiros ocuparam seus lugares até a meia-noite de 31 de março de 1974.

### County boroughs e non-county boroughs
Em 1889, o Local Government Act 1888 criou Conselhos de condados em toda a Inglaterra e País de Gales. Os boroughs foram divididos em dois tipos, com alguns tornando-se county boroughs (em tradução livre, boroughs de condado) que eram totalmente autônomos e independentes da administração do Conselho do condado.
Os boroughs fora do condado (non-county boroughs) tinham poderes de autogoverno mais limitados e compartilhavam o poder com os Conselhos do condado. Em 1894, as cidades que não haviam sido incorporadas como boroughs passaram a ser distritos urbanos com poderes semelhantes aos dos boroughs municipais.
O título de "distrito" foi considerado mais digno do que "distrito urbano", e muitos distritos urbanos maiores solicitaram a concessão do status de distrito municipal, sendo que vários obtiveram esse direito. A alteração de status não aumentava substancialmente os poderes do governo local, embora os distritos acima de um certo tamanho tivessem o direito de administrar a educação primária.

### Abolição
Ao abrigo do Local Government Act 1958, pequenos boroughs municipais podiam ser absorvidos pelos distritos rurais circundantes para se tornarem boroughs rurais, com poderes de conselho de paróquia. Sete pequenos boroughs na Cornualha, Devon e Shropshire passaram por esse processo.
Os boroughs municipais restantes, dos quais havia mais de 200, foram abolidos em 1 de abril de 1974 pelo Local Government Act 1972. Na Inglaterra, eles foram substituídos por boroughs metropolitanos ou distritos não metropolitanos, e no País de Gales por distritos .
Na maioria dos casos, os privilégios cívicos e o brasão dos boroughs abolidos foram herdados por uma das novas autoridades locais. Os conselhos distritais foram autorizados a solicitar uma carta para receber o status de borough, enquanto pequenos boroughs municipais se tornaram paróquias sucessoras com Conselhos municipais chefiados por um prefeito. Em alguns casos, uma comissão especial de conselheiros do distrito era formada para perpetuar a prefeitura de uma cidade.

## Irlanda 1840–1922
O Municipal Corporations (Ireland) Act 1840 seguiu o exemplo da legislação da Inglaterra e País de Gales. Ao contrário do Ato de 1835, o Irlandês aboliu quase todos os boroughs do país, reformando apenas 10 destes. Os habitantes do maior dos boroughs abolidos ou de qualquer cidade com uma população de 3000 poderiam solicitar à Coroa a incorporação ao abrigo da Lei. No caso, apenas um borough adicional foi criado quando Wexford recebeu uma carta de incorporação em 1846. A corporação e o Conselho da cidade eram idênticos em constituição aos boroughs ingleses, e cada borough irlandês foi dividido em wards com três, seis ou nove Conselheiros para cada um, e um vereador para cada três conselheiros.
O Local Government (Ireland) Act 1898 designou os seis maiores municípios (Belfast, Cork, Dublin, Limerick, Derry e Waterford) como county boroughs. Já o Local Government (Ireland) Act 1919 introduziu um sistema de representação proporcional nas eleições municipais. Os wards foram substituídos por áreas eleitorais, e todo o Conselho passou a ser eleito a cada três anos. Eleições separadas para conselheiros e vereadores foram encerradas, com todos os membros eleitos por voto popular. Um quarto dos membros eleitos passaram a ter o direito ao título de “vereador” (alderman), que servia para designar os primeiros candidatos eleitos em cada área. Os restantes são "conselheiros" (councillors).
Com a partição gerada, em 1922, pelo Government of Ireland Act 1920, dois boroughs foram incluídos na Irlanda do Norte e nove no Estado Livre Irlandês.

## Irlanda do Norte
Em seu estabelecimento, a Irlanda do Norte continha apenas os county boroughs de Belfast e Londonderry. O Parlamento da Irlanda do Norte aboliu a representação proporcional nas eleições governamentais locais em 1922 e, em 1926, efetuou uma emenda constitucional a Lei de 1840, permitindo que os distritos urbanos apresentassem uma petição ao governador para obter uma carta de incorporação. Consequentemente, em 1972 o número de boroughs aumentou para 12.
O sistema de governo local foi reorganizado em 1973, com 26 distritos do governo local substituindo todos os condados e boroughs municipais, bem como distritos urbanos e rurais. O status de cidade ou borough conferido pelas cartas municipais passou para os novos conselhos distritais.

## Estado Livre da Irlanda e República da Irlanda
Nove boroughs (quatro county boroughs e cinco boroughs municipais) foram incluídos no território do então Estado Livre da Irlanda em 1922. Dois novos boroughs foram criados por estatuto. Em 1930, o borough de Dún Laoghaire foi criado pela fusão dos distritos urbanos de Dún Laoghaire, Blackrock, Dalkey, Killiney e Ballybrack, no condado de Dublin. Este borough foi posteriormente abolido sob a Local Government (Dublin) Act 1993. Em 1937, cidade de Galway foi reconstituída como um borough municipal.
O Local Government Act 2001 aboliu os boroughs municipais. Os county boroughs foram substituídos por "cidades" legais, enquanto o título de "borough" foi mantido para as outras cidades que conservaram o status.